# Marsupidium papillosum
Marsupidium papillosum là một loài rêu trong họ Acrobolbaceae. Loài này được J.J. Engel & Glenny mô tả khoa học đầu tiên năm 2008.